# Decemviri
Decemviri (latin, som betyder "ti mænd") henviser til officielle ti-mandskommissioner eller ti-mandskollegier, som blev etableret af den Romerske Republik.
De vigtigste var de to decemviri – formelt kendt på latin som "decemviri consulari imperio legibus scribundis" – som reformerede og kodificerede romerretten under Stænderkampene mellem den Romerske Republiks patriciiske aristokrati og de almindelige plebejiske borgere. Andre decemviri omfattede "decemviri stlitibus judicandis", "decemviri sacris faciundis" og "decemviri agris dandis adsignandis".

## Decemviri consulari imperio legibus scribundis

### Baggrund
Gajus Terentilius Harsa – en plebejertribun – ønskede at beskytte den plebejiske befolkning ved at indskrænke de romerske konsulers magt. For at gøre dette foreslog han en lov i 462 f.Kr., som gav en femmandskommission til at definere deres magt. Patricierne modsatte sig denne begrænsning og lykkedes med at udsætte debatten om denne lov i otte år. I 454 f.Kr. droppede plebejertribunerne deres forfølgelse af denne lov. De bad Senatet om at "godkende udnævnelsen af et organ af lovgivere, udvalgt i lige antal blandt plebejere og patriciere til at vedtage, hvad der ville være nyttigt for begge ordener og sikre lige frihed for hver". Patricierne svarede, at dette var værd at overveje, men sagde, at kun patricierne kunne lovgive. I henhold til Livius og Dionysios blev tre udsendinger sendt til Athen for at studere Solons love og undersøge lovene i græske bystater. Disse udsendinger er dog blevet bestridt af historikere som Niebuhr, Cornell og Grant.
I 452 f.Kr. vendte udsendingerne tilbage med "Athens love". Plebejertribunerne pressede på for at påbegynde udarbejdelsen af lovene. Det blev aftalt at udnævne decemviri med konsulære beføjelser – som ikke ville kunne appelleres – og at suspendere både konsulatet og det plebejer tribunat. Således blev decemviratet etableret som en politisk institution med magt til at samle love. Efter en debat om, hvorvidt plebejer skulle sidde i decemviratet, accepterede plebejertribunerne ét panel bestående udelukkende af patricier i bytte for én lov, de havde vedtaget, ikke blev ophævet.

### Førstedecemviri
Det bestemte decemviri tiltrådte i år 451 f.Kr. Begge konsuler – Appius Claudius Crassus Inregillensis Sabinus og Titus Genucius Augurinus – trådte tilbage, ligesom de andre magistrater og plebejertribunerne trådte tilbage. Som kompensation for deres tab af embedet blev Appius Claudius og Titus Genucius udnævnt til dette decemviri. Publius Sestius Capitolinus Vaticanus – én af konsulerne fra det foregående år – blev også udnævnt, fordi han havde forelagt forslaget til Senatet trods modstand fra sin kollega. De tre udsendinge var også en del af dette decemviri. Det mest indflydelsesrige medlem var Appius Claudius, som i henhold til Livius "var den styrende hånd ... takket være plebejernes gunst." Hver dag præsiderede en anden decemvir over kommissionen, og denne mand havde de tolv liktorer (konsulernes livvagter) med fasces (bundne stavbundter, nogle gange med økser, som var symbolet på den øverste myndighed). Dette decemviri var ikke underlagt appel. På trods af dette bøjede de sig for hinanden, når en appel blev givet. De udarbejdede deres love på ti bronzetabeller og præsenterede dem for folket, bad om feedback og ændrede dem i overensstemmelse hermed. De blev godkendt af den højere folkelige forsamling – Soldaternes Forsamling. Der var en generel følelse af, at der var brug for to tabeller mere for at have et korpus af al romersk lov. Det blev derfor besluttet at vælge et nyt decemviri.
Det første decemviri bestod af:
- Appius Claudius Crassus Inregillensis Sabinus
- Titus Genucius Augurinus
- Titus Veturius Geminus Cicurinus
- Gajus Julius Iullus
- Aulus Manlius Vulso
- Servius Sulpicius Camerinus Cornutus
- Publius Sestius Capitolinus Vaticanus
- Publius Curiatius Fistus Trigeminus
- Titus Romilius Rocus Vaticanus
- Spurius Postumius Albus Regillensis

### Andetdecemviri
I henhold til Livius manipulerede Appius Claudius valget og annoncerede valget af sig selv og ni mænd, der alle var hans støtter. Livius skriver, at disse embedsmænd blev tyranniske – hver mand havde tolv liktorer og hver fasces havde økser. Han beskriver, at dette decemviri førte retssager bag lukkede døre og udsendte vilkårlige domme. Som følge af disse (mulige) handlinger kan de være blevet en kilde til frygt i datidens Rom – og var genstand for rædsel for dem, der modsatte sig dem. Livius skriver endvidere, at der gik rygter om, at embedsmændene i dette andet decemviri ønskede at regere evigt. Da tiden for valg således kom, blev disse valg aldrig afholdt, og decimviriet blev voldelige.
En sabiner og en aequer hær angreb romersk territorium, herunder én allieret af Rom. I henhold til Livius indkaldte decemviriet Senatet, men senatorerne dukkede ikke op på grund af deres afsky. For plebejerne signalerede dette, at decemviriet var illegitimit, da deres periode var udløbet og de nu kun var private borgere. De overvejede at boykotte militærtjeneste. Derefter blev Senatet igen indkaldt, og denne gang deltog nogle senatorer. Plebejerne så dette som et frihedsforræderi. Senatorerne fordømte dog decemviriet og forsøgte at modsætte sig dem, kaldte dem private borgere og nægtede at indkalde til militærtjeneste. I sidste ende tillod de dog denne proklamation af militærtjeneste i stilhed, fordi de frygtede, at en folkelig opstand ville styrke plebejertribunerne, som var deres politiske modstandere. Plebejerne meldte sig derefter til militærtjeneste, fordi de frygtede voldelige repressalier, idet der ikke var ret til at appellere. Nogle i decemviriet ledte derefter to hære mod de to fjender.
Livius påstår, at Appius Claudius var seksuelt interesseret i Verginia, som var en datter af en plebejer (Lucius Verginius), der var en centurion, der var fraværende fra Rom med hæren. Efter at have undladt at bejle til hende med penge og løfter, besluttede Appius Claudius at gribe denne mulighed for at få en af sine mænd til at gøre krav på hende som sin slave. Hun blev slæbt væk i forummet, hvor råbene fra hendes sygeplejersker tiltrak en menneskemængde. Sagsøgeren sagde, at han handlede lovligt og havde indkaldt hende til retten. Verginia gik i retten efterfulgt af sine venner og bekendte. Dommeren var Appius Claudius. Sagsøgeren påstod, at pigen blev født i hans hus, hvorefter han havde overtalt Verginius til at tage hende, men at hun stadig var hans slave. Verginias venner bad om udsættelse, indtil Verginius kunne deltage.
Appius Claudius indvilligede i at tilkalde Verginius, men overlod Verginia til sagsøgerens varetægt. Verginias elsker – Icilius – ankom til forummet, men blev stoppet af en liktor. Han forsvarede sin sag højlydt og tiltrak sig menneskemængdens opmærksomhed. Verginias støtter sendte en slægtning og Icilius' bror afsted for, hurtigt, at hjemhente Verginius fra militærtjeneste. Sagsøgeren pressede Icilius til at betale kaution for at være Verginias garant. Mange mennesker tilbød penge, og Verginia blev kautioneret til sin familie.
Appius Claudius skrev samtidig til sine kolleger i militærlejren, hvor Verginius befandt sig, om ikke at give Verginius tilladelse til at bortrejse, men i stedet arrestere ham. Budbringerne var dog allerede ankommet, og Verginius havde allerede fået orlov. Ved daggry ventede en folkemængde på at se, hvad der ville ske. Verginius ankom og anførte sin datter og én stor folkemængde. Han opmuntrede folk til at kræve, hvad han havde ret til. Matronerne, der fulgte Verginia, begyndte at græde, hvilket medførte, at befolkningen kom over på Icillus' side.
Appius Claudius stadfæstede sagsøgerens opdigtede sag – uden selv at lytte til Verginius. Livius skriver, at folkemængden var chokerede over denne dom. Da sagsøgeren kom for at pågribe hende, råbte Verginius, at han havde forlovet Verginia til Icilius – ikke med Appius Claudius – og at han ikke havde opdraget hende til vanære. Appius Claudius hævdede, at han vidste, at der havde været oprørske møder og sagde til Verginius, at han skulle tie stille. Derudover beordrede han, at liktorerne skulle pågribe slaven (Verginia). Folkemængden reagerede ikke. I henhold til Livius stak Verginius sin datter ihjel og sagde, at det var den eneste måde, hvorpå han kunne hævde hendes frihed. Appius Claudius beordrede derefter hans arrestation, men folkemængden beskyttede ham, da han kom til byporten. Som et resultat af dette talte folkemængden om at genoprette plebejertribunerne og retten til at appellere.
Det andet decemviri bestod af:
- Appius Claudius Crassus Inregillensis Sabinus
- Marcus Cornelius Maluginensis
- Lucius Sergius Esquilinus
- Lucius Minucius Esquilinus Augurinus
- Quintus Fabius Vibulanus
- Quintus Poetelius Libo Visolus
- Titus Antonius Merenda
- Kaeso Duillius Longus
- Spurius Oppius Cornicen
- Manius Rabuleius